# Tinença de Benifassà, Turmell i Vallivana
Tinença de Benifassà, Turmell i Vallivana este o arie protejată (sit de importanță comunitară — SCI) din Spania întinsă pe o suprafață de 49.597,86 ha, integral pe uscat.

## Localizare
Centrul sitului Tinença de Benifassà, Turmell i Vallivana este situat la coordonatele 40°37′19″N 0°06′18″E / 40.6219°N 0.105°E.

## Înființare
Situl Tinença de Benifassà, Turmell i Vallivana a fost declarat sit de importanță comunitară în decembrie 1997 pentru a proteja 24 de specii de animale.

## Biodiversitate
Situată în ecoregiunea mediteraneană, aria protejată conține 22 de habitate naturale: Păduri mediteraneene de Taxus baccata, Pante stâncoase calcaroase cu vegetație casmofită, Păduri pe pante, grohotișuri și ravene de Tilio-Acerion, Tufărișuri termo-mediteraneene și de pre-deșert, Pajiști umede mediteraneene cu ierburi înalte de Molinio-Holoschoenion, Pseudostepă cu ierburi și specii anuale de Thero-Brachypodietea, Matorral arborescenți cu Juniperus spp., Păduri endemice cu Juniperus spp., Pajiști carstice calcaroase sau bazofile, de Alysso-Sedion albi, Păduri de Quercus ilex și Quercus rotundifolia, Grohotișuri termofile și vest-mediteraneene, Lande oro-mediteraneene cu formațiuni endemice de grozamă, Păduri de pin (sub-) mediteraneene cu pini negri endemici, Liziere de ierburi înalte hidrofile de câmpie și de nivel montan până la alpin, Râuri mediteraneene cu debit permanent și vegetație de Glaucium flavum, Formațiuni stabile xerotermofile de Buxus sempervirens pe pante stâncoase (Berberidion p.p.), Galerii de Salix alba și de Populus alba, Peșteri inaccesibile publicului, Ape puternic oligomezotrofe cu vegetație bentonică cu Chara spp., Păduri iberice de Quercus faginea și Quercus canariensis, Izvoare petrifiante cu formare de travertin (Cratoneurion), Pajiști alpine și subalpine calcaroase.
La baza desemnării sitului se află mai multe specii protejate:
- păsări (17): pescăruș albastru (Alcedo atthis), fâsă-de-câmp (Anthus campestris), acvilă de munte (Aquila chrysaetos), buha (Bubo bubo), ciocârlie-cu-degete-scurte (Calandrella brachydactyla), caprimulg (Caprimulgus europaeus), șerpar (Circaetus gallicus), șoim călător (Falco peregrinus), Galerida theklae, vulturul pleșuv sur (Gyps fulvus), Hieraaetus fasciatus, acvilă pitică (Hieraaetus pennatus), ciocârlie de pădure (Lullula arborea), vultur egiptean (Neophron percnopterus), Oenanthe leucura, Pyrrhocorax pyrrhocorax, silvie de tufiș (Sylvia undata)
- mamifere (1): liliac cârn (Barbastella barbastellus)
- nevertebrate (3): Austropotamobius pallipes, Graellsia isabellae, Vertigo angustior
- pești (2): Chondrostoma toxostoma, Rutilus arcasii
- reptile (1): Mauremys leprosa

Pe lângă speciile protejate, pe teritoriul sitului au mai fost identificate 1 specie de plante, 1 specie de mamifere.